# لي مريديث
لي مريديث (بالإنجليزية: Lee Meredith)‏ هي ممثلة أمريكية، ولدت في 22 أكتوبر 1947 في الولايات المتحدة.

## أعمال

### أفلام
- (1968) المنتجان[4]

## وصلات خارجية
- لي مريديث على موقع IMDb (الإنجليزية)
- لي مريديث على موقع ألو سيني (الفرنسية)
- لي مريديث على موقع قاعدة بيانات برودواي على الإنترنت (الإنجليزية)
- لي مريديث على موقع ديسكوغز (الإنجليزية)
- لي مريديث على موقع قاعدة بيانات الفيلم (الإنجليزية)